# Anatolij Fjodorovics Bisovec
Anatolij Fjodorovics Bisovec (ukránul: Анатолій Федорович Бишовець, oroszul: Анатолий Фёдорович Бышовец; Kijev, 1946. április 23. –) ukrán származású orosz labdarúgóedző, korábban szovjet válogatott labdarúgó.

## Pályafutása

### A válogatottban
1966 és 1972 között 39 alkalommal szerepelt a szovjet válogatottban és 15 gólt szerzett. Részt vett az 1968-as Európa-bajnokságon és az 1970-es világbajnokságon.

### Edzőként
Az 1988. évi szöuli olimpián aranyéremig vezette a szovjet olimpiai válogatottat. A szovjet válogatottat kijuttatta az 1992-es Európa-bajnokságra, de a tornán a FÁK-válogatottja vett részt.

## Sikerei, díjai

### Játékosként
Dinamo Kijiv
- Szovjet bajnok (4): 1966, 1967, 1968, 1971
- Szovjet kupa (2): 1964, 1966

### Edzőként
Szovjetunió (olimpiai csapat)
- Olimpiai bajnok (1): 1988